# Günthers dikdik
De Günthers dikdik (Madoqua guentheri)  is een zoogdier uit de familie van de holhoornigen (Bovidae). De wetenschappelijke naam van de soort werd voor het eerst geldig gepubliceerd door Oldfield Thomas in 1894.

## Voorkomen
De soort komt voor in Ethiopië, Kenia, Somalië, Soedan en Oeganda.